# Японизм
Японизм, японески, японщина, жапонезри (яп. ジャポニスム, англ. Japonisme, фр. japonesques, фр. Japonaiserie — «японщина») — одно из стилевых течений ориентализма в западноевропейском искусстве XIX столетия, сложившееся под влиянием японской цветной ксилографии (гравюры на дереве), преимущественно укиё-э, и японских традиционных художественных ремёсел. Эстетика, темы, мотивы, техника и характер использования цветовых отношений традиционного японского искусства отразились на творчестве многих художников: Эдуара Мане, импрессионистов и постимпрессионистов: Поля Гогена, Винсента Ван Гога, а также Джеймса Уистлера и многих других. Значительное влияние японизм оказал на искусство периода модерна и стиля ар-деко.

## История
После открытия Японии для внешнего мира в 1855 году, японские товары и произведения искусства в большом количестве завозили в страны Западной Европы, они находили своих ценителей и собирателей. Первая Всемирная выставка в Лондоне 1851 года и Всемирная выставка в Париже 1867 года знакомили широкую публику с мало известными ранее японской цветной гравюрой на дереве, изделиями из фарфора, лака, эмалями по металлу, шёлковыми шитыми и расписными тканями.
В 1856 году французский художник: живописец, гравёр и керамист, Феликс Бракмон случайно обнаружил в парижской лавке Делатра, где торговали китайским чаем и фарфором, стопки гравюр К. Хокусая, которые использовали в качестве обёрточной бумаги. Однако уже в 1859 году вышел в свет альбом «Японские мотивы» по гравюрам Хокусая. Одна из наиболее ранних коллекций гравюр Хокусая была собрана английским художником-прерафаэлитом Данте Габриэлем Россетти. Японские гравюры коллекционировали французские писатели Жюль и Эдмон Гонкуры, Эмиль Золя, художники Э. Мане, Э. Дега, К. Моне, В. Ван Гог, А. Фантен-Латур.
Несколько иронично термин «японщина» фр. Japonaiserie использовали братья Гонкуры (возможно они же его и изобрели) в качестве параллели «китайщине» (фр. chinoiserie — шинуазри. Английский художник-график Обри Бёрдсли сочинил повесть «История Венеры и Тангейзера» и проиллюстрировал её «японесками» (фр. japonesques).
В 1875 году в Париже после путешествия по странам Дальнего Востока франко-германский коммерсант Зигфрид Бинг открыл магазин «Ворота в Китай» (La Porte Chinoise), в котором стал продавать произведения искусства Китая и Японии. В декабре 1895 года Бинг открыл свою знаменитую галерею «Дом Нового искусства» (Maison de l’Art Nouveau), в которой демонстрировал не только изделия стран Востока, но и произведения молодых французских художников в «новом стиле», в том числе выполненные под влиянием традиционного восточного искусства.

## Художники и произведения искусства
Купив участок земли в Живерни, в 1898 году Клод Моне создал «японский сад», «вырыл пруд неправильной формы,… перекинул изогнутый японский мостик», на лодке передвигался по пруду и писал свои «нимфеи разных цветов». Известны произведения В. Ван Гога, повторяющие гравюры Утагава Хиросигэ, Кэйсая Эйсэна и К. Хокусая. «Японизмы» видят в пластике извилистых контуров картин П. Гогена таитянского периода, в творчестве его последователей, художников «группы Наби» и «школы Понт-Авена».
Однако «японески» существовали в истории западноевропейского искусства много ранее XIX столетия. С 1616 года через японский порт Имабари, в страны Западной Европы вывозили изделия японского фарфора, в основном производимые в селении Арита на о. Кюсю. Отсюда двойное название, известное европейцам: «имари-арита». С 1644 года в селении Арита работал мастер Сакайда Кизаи-Эмон, сын и ученик мастера Энсая. Считается, что именно он придумал мотив росписи фарфора с изображением парных слив («каки») ярко-красного цвета, отчего мастер и его потомки получили родовое прозвание «Какиэмон». Стиль росписи «какиэмон», или «имари», — мелкого, пёстрого рисунка красной, оранжевой, зелёной и чёрной красками с золотом, оказал значительное влияние на деятельность голландских мастеров росписи фаянса из Делфта, так называемого делфтского фаянса XVII—XVIII веков и работу живописцев саксонских и, позднее, английских мануфактур. Так на знаменитой фарфоровой мануфактуре в Майсене (Саксония) успешно производили вещи с росписью «какиэмон».
В 1720—1740-х годах, также в Майсене, производили изделия под названием «индианские цветы» с изображениями экзотических цветов — хризантем, пионов, а также бамбука, попугаев, драконов и фантастических птиц. Название возникло по недоразумению, от незнания европейскими художниками истинного происхождения этих мотивов. В Майсене в этом жанре работал живописец А. Ф. фон Лёвенфинк.
«Японизмы» наряду с «китайщиной» составляли важный компонент французских стилей Регентства и рококо первой половины ХVIII в. «Японские» комнаты с коллекциями восточных лаковых изделий и фарфора были непременной принадлежностью императорских дворцов. Саксонский курфюрст Август Сильный в начале XVIII века владел значительной коллекцией китайского и японского фарфора; на берегу Эльбы в окрестностях Дрездена для него построили «Водный дворец» Пильниц «в китайском вкусе». Другой «Японский дворец» с элементами восточной архитектуры находился в самом Дрездене.
В России в начале ХVIII в. в «японском стиле» были оформлены комнаты Лефортовского дворца и «Китайский» кабинет Монплезира в Петергофе с коллекцией китайского и японского фарфора. «Японский павильон» венчает восточный флигель Большого дворца в Ораниенбауме.
- Тарелка с драконами. Стиль «какиэмон». 1734. Фарфор, роспись. Майсен, Саксония
- Бутыль в стиле «какиэмон». Герольдовский период. 1735. Фарфор, роспись. Майсен, Саксония
- Тарелка с росписью «индианские цветы». 1740-е гг. Фарфор. Майсен, Саксония
- Э. Мане. Портрет Эмиля Золя на фоне японских гравюр. 1868. Холст, масло. Музей Орсе, Париж
- К. Моне. Мадам Моне в кимоно. 1875. Холст, масло. Музей изящных искусств, Бостон
- К. Моне. Японский мостик в Живерни. 1899. Холст, масло. Художественный музей Филадельфии
- Г. Йонге. Японский веер. Ок. 1865 г. Холст, масло. Музей искусств и садов Каммера, Джэксонвилл, Флорида, США
- В. Ван Гог. Куртизанка. По цветной ксилографии Кэйсая Эйсэна. 1887. Холст, масло. Музей В. Ван Гога, Амстердам
- Обложка журнала «Иллюстрированный Париж. Вып. 4, май 1886
- Дж. Уистлер. «Павлинья комната». 1876—1877. Холст, дерево, кожа, масло, сусальное золото. Художественная галерея Фрира, Вашингтон, США
- «Принцесса из страны фарфора». Деталь «Павлиньей комнаты»
- Анри де Тулуз-Лотрек. Королева радости. Плакат. 1892. Цветная литография
- Реклама кимоно. 1900—1910 гг.
- Дж. Х. Брайтнер. Девушка в белом кимоно. 1894. Холст, масло. Рейксмюсеум, Амстердам
- Г. Климт. Дама с веером. 1918. Холст, масло. Музей Леопольда, Вена

Американский художник Джеймс Уистлер, работавший в Англии и Франции, в 1876—1877 годах создал «Павлинью комнату», или «Гармонию в голубом и золотом» (англ. Harmony in Blue and Gold: The Peacock Room), — шедевр искусства оформления интерьера и декоративной росписи, который является не только одним из наиболее ярких примеров эстетизма, свойственного автору, но и одним из лучших образцов японизма, предвещающем эстетику искусства модерна.
Японизмы проявились в произведениях архитекторов и декораторов венского модерна, прежде всего в творчестве Густава Климта и художников Венского сецессиона, а также стиля ар-деко. Черты восточного искусства присущи произведениям русских художников объединения «Мир искусства», многим живописцам «серебряного века» русской культуры, в том числе участникам постановок Русских балетных сезонов в Париже.
В России крупнейшая коллекция японских гравюр принадлежала Сергею Николаевичу Китаеву, офицеру русского флота. В 1885—1896 годах он участвовал в походах в Японию, где приобретал произведения искусства. Китаев намеревался продать свою коллекцию московскому Музею изящных искусств, но И. В. Цветаев её не приобрел. В 1896 году Китаев открыл первую выставку японского искусства в залах Императорской Академии художеств в Санкт-Петербурге, в 1897 году — в Историческом музее в Москве, в 1905—1906 годах — в Обществе Поощрения художников в Петербурге. Эти выставки положили начало знакомству широкой публики с искусством Японии и увлечению русских художников «японизмами». В 1916 году перед эмиграцией из России уникальную коллекцию передал на хранение в Румянцевский музей в Москве. В 1918 году она была национализирована. С 1924 года собрание японской графики Китаева (более шести тысяч произведений) хранится в московском Музее изобразительных искусств и Музее Востока.